# Snell-California
Snell-California is een historisch merk van motorfietsen.
De bedrijfsnaam was: Snell Cycle Fittings Company, Toledo (Ohio)
Dit was een Amerikaans bedrijf dat in 1903 samenging met Kirk in de Consolidated Manufacturing Co. Dit consortium ging onder de naam Yale motorfietsen maken, waarbij als eerste de 290cc-California-modellen werden gebruikt. Deze werden onder de naam Yale-California gebouwd, maar alleen in 1904 waarschijnlijk ook als Snell-California.